# Мансанильо (Колима)
Мансани́льо (исп. Manzanillo) — город в Мексике, в штате Колима, входит в состав одноименного муниципалитета и является его административным центром. Численность населения, по данным переписи 2020 года, составила 159 853 человека.

## Общие сведения
Название Manzanillo происходит от названия растущего здесь ядовитого манцинеллового дерева.
Мансани́льо расположен на побережье Тихого океана в одноимённой бухте на полпути между Акапулько и Пуэрто-Вальяртой на федеральной трассе 200 и является важным туристическим центром.
Город обслуживается Международным аэропортом Плая-де-Оро.

## История
В доиспанский период на месте Мансани́льо находилось индейское поселение Коскатлан (исп. Cozcatlán), что с языка науатль можно перевести как: место изготовления жемчужных украшений.
В 1522 году Гонсало де Сандоваль открыл и исследовал бухту, откуда начал завоевание Колимы.
24 июля 1527 года Альваро де Сааведра прибыл в бухту и основал лагерь для подготовки экспедиции в Южные моря по указу Эрнана Кортеса. Поселение назвали Сантьяго-де-ла-Буэна-Эсперанса (исп. Santiago de la Buena Esperanza), а позднее просто порт Сантьяго, откуда отправлялись различные морские экспедиции: 1 октября 1530 года Эрнандо де Грихальва отплыл на бриге «Сан Лоренсо» и обнаружил архипелаг Ревилья-Хихедо.
В 1778 году Лопес де Каскос упоминает бухту и порт под названием Мансанильо.
В 1825 году порт начал работу с каботажными судами.
12 декабря 1908 года к Мансанильо была проложена железная дорога, что сделало его крупным транспортным узлом.
1 мая 1948 года Мансанильо был присвоен статус города.

## Население
| Год  | Численность | Численность |
| ---- | ----------- | ----------- |
| 2000 | 94 893      | [ 6 ]       |
| 2005 | 110 728     | [ 7 ]       |
| 2010 | 130 035     | [ 8 ]       |
| 2020 | 159 853     | [ 9 ]       |